# Dharma-xastra
Dharma-xastra (en sànscrit धर्मशास्त्र; Dharma-śāstra) és un gènere de textos sànscrits relacionats amb el dharma (el deure religiós). Aquest voluminós corpus textual és producte de la tradició bramànica a l'Índia i representa el sistema escolàstic tan elaborat d'aquesta tradició. A causa de la seva sofisticada jurisprudència, els Dharma-xastra van ser molt tinguts en compte pels primers administradors colonials anglesos com a llei d'administració del territori. Des de llavors, ha anat de la mà amb les lleis índies malgrat el fet que el seu contingut té molt més en comú amb la vida religiosa que amb la llei. De fet, la separació entre religió i llei en el Dharma-xastra és completament artificial.
El Dharma-xastra té una gran importància com una de les primeres tradicions hindús, com una font de dret religiós que descriu, en primer lloc la vida de l'ideal de "pare / mare de família" i en segon, com a símbol de la suma de coneixement hindú sobre religió, ètica i lleis.
Es considera que les Lleis de Manu són un dels més antics i importants textos dins d'aquest gènere.

## Contingut
L'autoritat dels Dharma-xastra deriva de la seva referència als Vedes (himnes epicomitològics), encara que són molt pocs els continguts extrets directament dels textos vèdics. Els Dharma-xastra han estat dividits tradicionalment en tres grans temes:
- Atxara: regles dels rituals diaris, cites sobre els cicles de la vida i obligacions per a cadascuna de les  castes.
- Vyavahara: procediments per resoldre dubtes sobre el dharma i normativa per a la llei d'acord amb els 18 estàndards de la llei hindú.
- Prayasxitta: expiacions i càstigs per la violació de les regles del dharma.

Un catàleg més descriptiu d'aquests continguts podria ser:
1. Fonts del dharma
2. Castes
3. Ritus del cicle de la vida, principalment sobre el matrimoni
4. Períodes de la vida: àixram
5. Cinc grans sacrificis: yadya
6. Regles per al menjar i l'alimentació
7. Generositat: dāna
8. Regles per a la renúncia:  sanniasa
9. Obligacions d'un monarca
10. Procediments legals
11. 18 lleis fonamentals: viavajara-da
12. Tipus de pecats
13. Expiacions i penitències
14. Karma
15. Ritus  funeraris ancestrals antieshti i sraddha
16. Peregrinacions
17. Vots
18. Festivals
19. Ritus propiciatoris